# شهرستان ویلر (جورجیا)
شهرستان ویلر، جورجیا (به انگلیسی: Wheeler County, Georgia) یک سکونتگاه مسکونی در ایالات متحده آمریکا است که در جورجیا واقع شده‌است.